# Pauline Étienne
Pauline Étienne (Elsene, 26 juni 1989) is een Belgisch actrice.

## Biografie
Pauline Étienne werd in 1989 geboren en groeide op in Elsene in het Brussels Hoofdstedelijk Gewest. Ze was al vroeg gepassioneerd door het theater en volgde vanaf jonge leeftijd theaterlessen.
Op achttienjarige leeftijd debuteerde ze in de cinema met een bijrol in de film Élève libre van Joachim Lafosse. Haar doorbraak kwam er met de hoofdrol in de film Le Bel Âge van Michel Piccoli waarvoor ze de prijs voor beste actrice won op het Festival international des jeunes réalisateurs de Saint-Jean-de-Luz. Voor haar rol in Qu'un seul tienne et les autres suivront won ze in 2010 de Prix Lumières voor beste vrouwelijke bijrol en de Étoile d'or du cinéma français voor beste jong vrouwelijk talent en werd ze genomineerd voor de César voor beste jong vrouwelijk talent. In 2014 werd ze voor haar rol in de film La Religieuse nogmaals genomineerd voor de César voor beste jong vrouwelijk talent en ontving ze de Magritte voor beste actrice. 

## Filmografie
- 2020: Into the Night (Netflix original serie)
- 2016: Le Bureau des légendes (televisieserie)
- 2016: Ennemi public (televisieserie)
- 2015: Bal de famille (kortfilm)
- 2014: Eden
- 2014: Tokyo Fiancée
- 2014: Mémoires sélectives (kortfilm, co-regie)
- 2013: La Religieuse - Suzanne Simonin
- 2013: 2 automnes 3 hivers
- 2012: Paradis perdu - Lucie
- 2012: Une place (kortfilm)
- 2011: Comment va la douleur? (tv-film)
- 2011: Une vie française (tv-film)
- 2011: Comme des héros – Rose (kortfilm)
- 2011: La France qui se lève tôt – Aurélie (kortfilm)
- 2011: Leçon de conduite – Marion (kortfilm)
- 2010 : L'Autre Monde - Marion
- 2010: Where the Boys Are? – Pauline (kortfilm)
- 2010: Élena – Elena (kortfilm)
- 2010: Un certain dimanche – Jeanne (kortfilm)
- 2009: Le Bel Âge - Claire
- 2009: Qu'un seul tienne et les autres suivront - Laura
- 2008: Élève libre - Delphine

## Prijzen en nominaties
De belangrijkste:
| Jaar | Prijs         | Categorie                    | Film                                     | Uitslag     |
| ---- | ------------- | ---------------------------- | ---------------------------------------- | ----------- |
| 2015 | Magritte      | Beste actrice                | Tokyo Fiancée                            | Genomineerd |
| 2014 | Magritte      | Beste actrice                | La Religieuse                            | Gewonnen    |
| 2014 | César         | Beste jong vrouwelijk talent | La Religieuse                            | Genomineerd |
| 2011 | Magritte      | Beste jong vrouwelijk talent | Elève libre                              | Gewonnen    |
| 2010 | Prix Lumières | Beste jong vrouwelijk talent | Qu'un seul tienne et les autres suivront | Gewonnen    |
| 2010 | César         | Beste jong vrouwelijk talent | Qu'un seul tienne et les autres suivront | Genomineerd |